# Silvie Defraoui
Silvie Defraoui, née Rehsteiner le 7 décembre 1935 à Saint-Gall, est une artiste plasticienne suisse, utilisant divers moyens d'expression artistique : l'installation, la photographie, la peinture, la sérigraphie et l'art vidéo. Elle vit et travaille à Vufflens-le-Château.

## Biographie

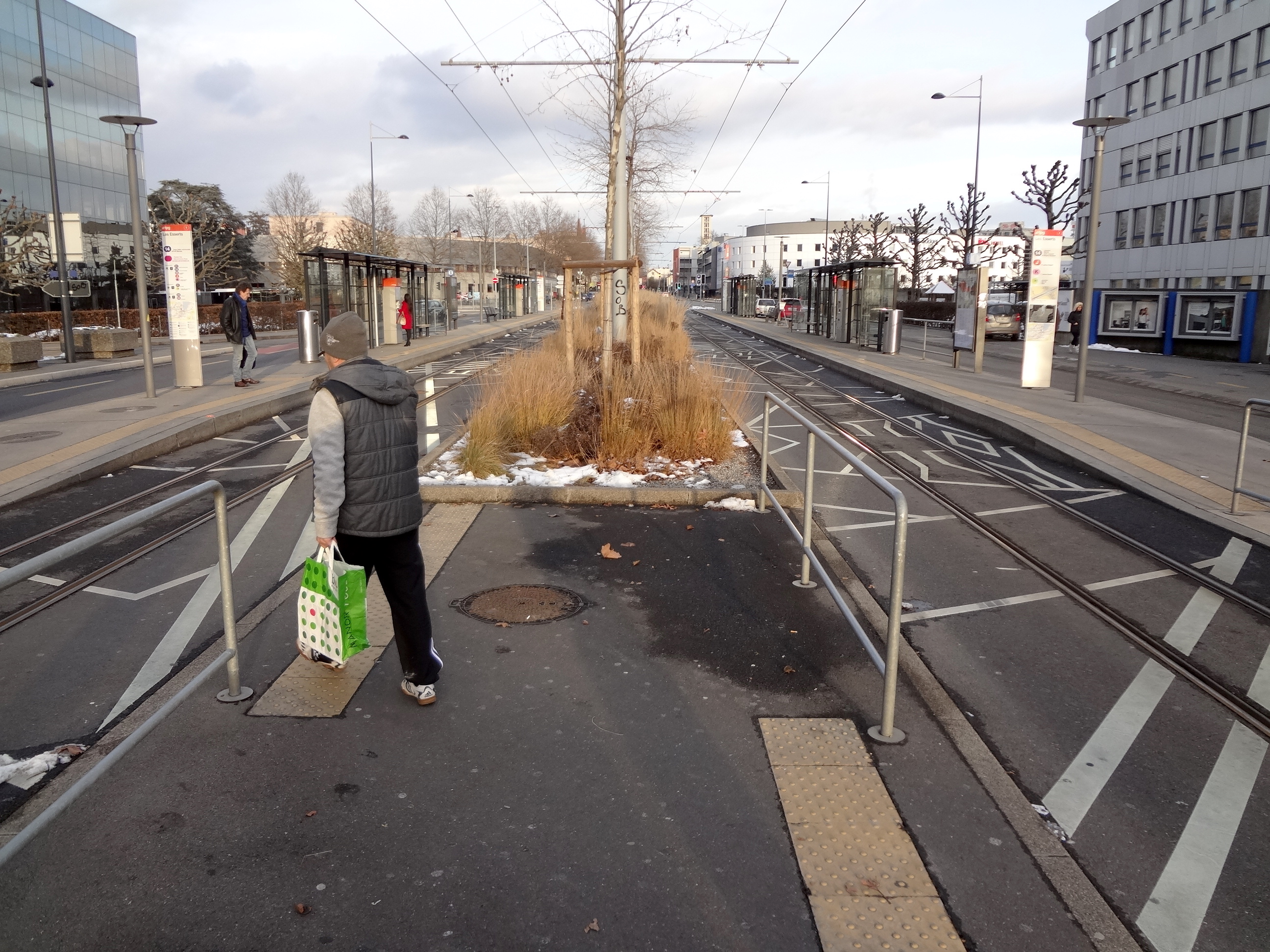
Œuvre de Silvie Defraoui Trame et tram à Lancy, Canton de Genève, Suisse.

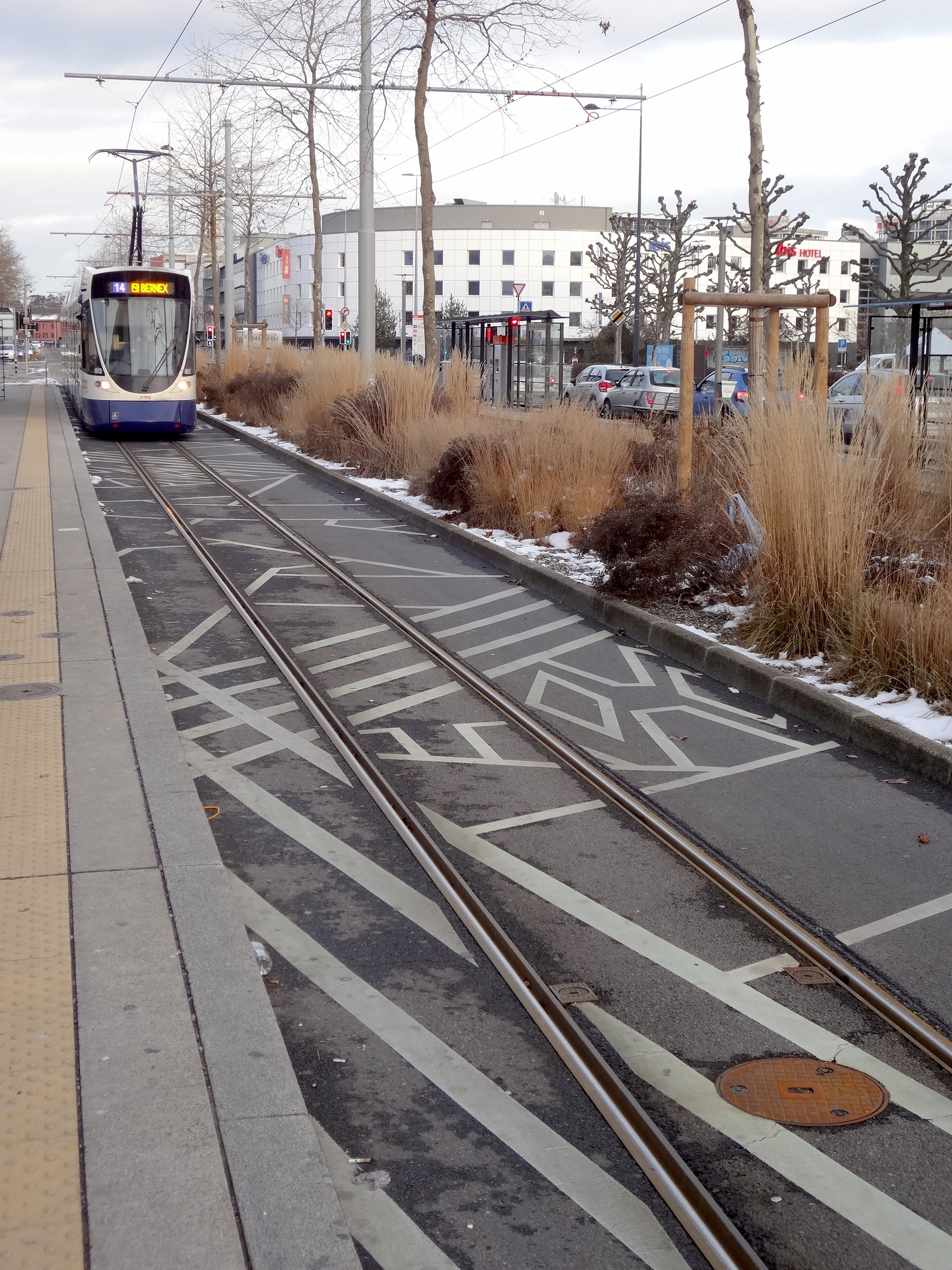
Œuvre de Silvie Defraoui Trame et tram à Lancy, Canton de Genève, Suisse.

Silvie Defraoui passe son enfance à Saint-Gall et dans les Grisons. Elle part en 1952 étudier la peinture à l’école des Beaux-Arts d’Alger, puis la céramique à l’école des Arts décoratifs de Genève, où elle obtient son diplôme en 1957. Pendant ses études à Genève, elle rencontre Chérif Defraoui (1932–1994), historien de formation, qui devient son compagnon de vie dès 1960. Dans les années 1960 et 1970, Silvie et Chérif Defraoui vivent principalement en Espagne, avant de s’établir à Vufflens-le-Château.
À partir de 1975, ils signent leurs œuvres en commun et décident qu’elles feront toutes partie d’une structure nommée Archives du Futur. Ces archives sont "un voyage à travers la diversité de l’histoire et des histoires".

### Enseignement
En 1974, Silvie et Cherif Defraoui débutent l’enseignement à l’École supérieure d’art visuel de Genève. En 1978, leurs ateliers deviennent la section médias mixtes et ont formé de nombreux artistes : Angela Marzullo, Eric Lanz, Marie José Burki, Simon Lamunière, mais aussi Emmanuelle Antille, Carmen Perrin, Francis Baudevin, Frédéric Moser, Philippe Schwinger et Vittorio Frigerio.
Le propos était de mettre au point des partitions afin d’employer à bon escient les diverses pratiques comme la peinture, la vidéo, le dessin, la photographie ou encore l’installation et l’écriture. Cette section a fermé ses portes avec le départ de Silvie Defraoui en 1998.
Silvie Defraoui a fait partie de la Commission Fédérale des Beaux Arts de 1999 à 2007.
Depuis 2013, dans le cadre de Art et Tram à Genève, l'œuvre de Silvie Defraoui intitulée Trame et Tram est présente sur les trois arrêts successifs du Tram 14 sur la commune de Lancy : Quidort, Petit-Lancy et Les Esserts et forme des zigzags entre rails et arrêts,,.
En 2023, une exposition au Musée cantonal des beaux-arts de Lausanne, intitulée Le tremblement des certitudes, montre une quarantaine de travaux réalisés depuis 1994, s'étendant sur les 30 dernières années du travail de l'artiste.

## Expositions personnelles
- 1975, Galerie Gaëtan, Genève[12]
- 1976, Lieux de mémoire, Centre d'art contemporain, Genève
- 1979, Cartographie des contrées à venir, Musée Soares dos Reis, Porto
- 1989, Orient/Occident, Centre d'art contemporain/Musée Rath, Genève[12],[3]. Exposition itinérante au MHKA, Anvers ; Centre de Création Contemporaine, Tours
- 1993, Les origines de la description, Le Magasin, Centre national d’art contemporain, Grenoble[12].
- 1996, Bruits de surface, Mamco, Genève
- 2000, Nacht und Tag und Nacht, Helmhaus, Zurich
- 2004-2005, Archives du futur 1975-2004, exposition rétrospective, Kunstmuseum St. Gallen (de) ; Mamco, Genève[13] ; Musée d’art contemporain, Thessalonique[2],[3]
- 2009, Sombras electricas, Centre Culturel Suisse, Paris[14]
- 2014, Und überdies Projektionen (Archives du futur), Musée d'art de Soleure[2]
- 2023, Le tremblement des certitudes, Musée cantonal des beaux-arts de Lausanne[2]

## Expositions collectives
- 1992, La Fontaine du désir, Documenta IX, Kassel[15]
- 1993, Biennale de Venise[15]
- 1997, Magie der Zahl, Staatsgalerie, Stuttgart[16]
- 1998, Freie Sicht aufs Mittelmeer, Kunsthaus, Zurich[16]

## Distinctions
- 2006, Prix culturel de la ville de Saint-Gall[17]
- 2007, Prix de la Ville de Genève (arts plastiques)[18]
- 2008, Grand Prix de la Fondation Vaudoise pour la Culture[19]
- 2014, Prix d’art de la fondation BEWE[20]

## Publications
- S. & C. Defraoui, Autour de Barcelone ; Centre Régional d’Art Contemporain Midi-Pyrénées, 1986
- S. & C. Defraoui, Orient/Occident ; Genève, Centre d’Art Contemporain, 1989
- Silvie Defraoui, Nacht und Tag und Nacht ; Helmhaus Zürich und Memory Cage, 2000
- Silvie Defraoui, Archive du futur 1975-2004, Verlag für moderne Kunst Nürnberg (de), 2004
- Silvie Defraoui, Und überdies Projektionen (Archives du futur) ; Kunstmuseum Solothurn, Edition Fink, 2014

## Sources
- (de) Daniel Kurjakovic, « Im Inneren der Bilder erheben sich Wind und Feuer », Parkett, no 72,‎ décembre 2004
- Geneviève Breerette, « Les Defraoui dans les images du temps », Le Monde,‎ 11 mars 2005 (lire en ligne)